# Coamilpa de Juárez
Coamilpa de Juárez är en ort i Mexiko.   Den ligger i kommunen Tianguistenco och delstaten Mexiko, i den sydöstra delen av landet, 40 km sydväst om huvudstaden Mexico City. Coamilpa de Juárez ligger 2 729 meter över havet och antalet invånare är 1 782.
Terrängen runt Coamilpa de Juárez är kuperad österut, men västerut är den platt. Terrängen runt Coamilpa de Juárez sluttar västerut. Runt Coamilpa de Juárez är det tätbefolkat, med 356 invånare per kvadratkilometer. Närmaste större samhälle är Metepec, 17,9 km väster om Coamilpa de Juárez. Trakten runt Coamilpa de Juárez består till största delen av jordbruksmark.